# アウエ (小惑星)
アウエ (9908 Aue) は、小惑星帯の小惑星のひとつ。パロマー天文台のトム・ゲーレルスとライデン天文台のファン・ハウテン夫妻が発見した。
中世ドイツの詩人、ハルトマン・フォン・アウエから命名された。